# Fort Saskatchewan
Fort Saskatchewan es una ciudad canadiense situada en la provincia de Alberta al noreste de su capital Edmonton. En la rivera del río Saskatchewan Norte. Según el censo de 2011, la población de Fort Saskatchewan es 19.051, por eso es la duodécima localidad más grande de Alberta.

## Historia
Fort Saskatchewan fue fundado por la Policía Montada de Canadá en 1875 como Sturgeon Creek Post. La industria local era la fabricación de canoas. A Fort Saskatchewan le fue dado el estatus de pueblo en 1899. En 1904 cambió a una villa, y es una ciudad desde 1985. La mascota de la ciudad es una oveja se llama Auggie, diminutivo de Augustus, debido a una factoría cerca de Fort Saskatchewan que se llama Fort Augustus. Las ovejas son utilizadas como cortadoras de césped en los parques de Fort Saskatchewan.

## Población
En el censo de 2006, la población de la ciudad era 14.957. El inglés es el idioma principal de 13.540 personas (90,52%) y 325 hablan solamente el otro idioma oficial de Canadá, el francés (2,17%). 15 hablan inglés y francés, y 825 (5,52%) habitantes son hablantes de idiomas no oficiales. 2,94% (440) de la población pertenece a las Primeras Naciones, y 315 (2,11%) no son blancos. La minoría más grande la constituyen los chinos (85, 0,65%).

## Galería

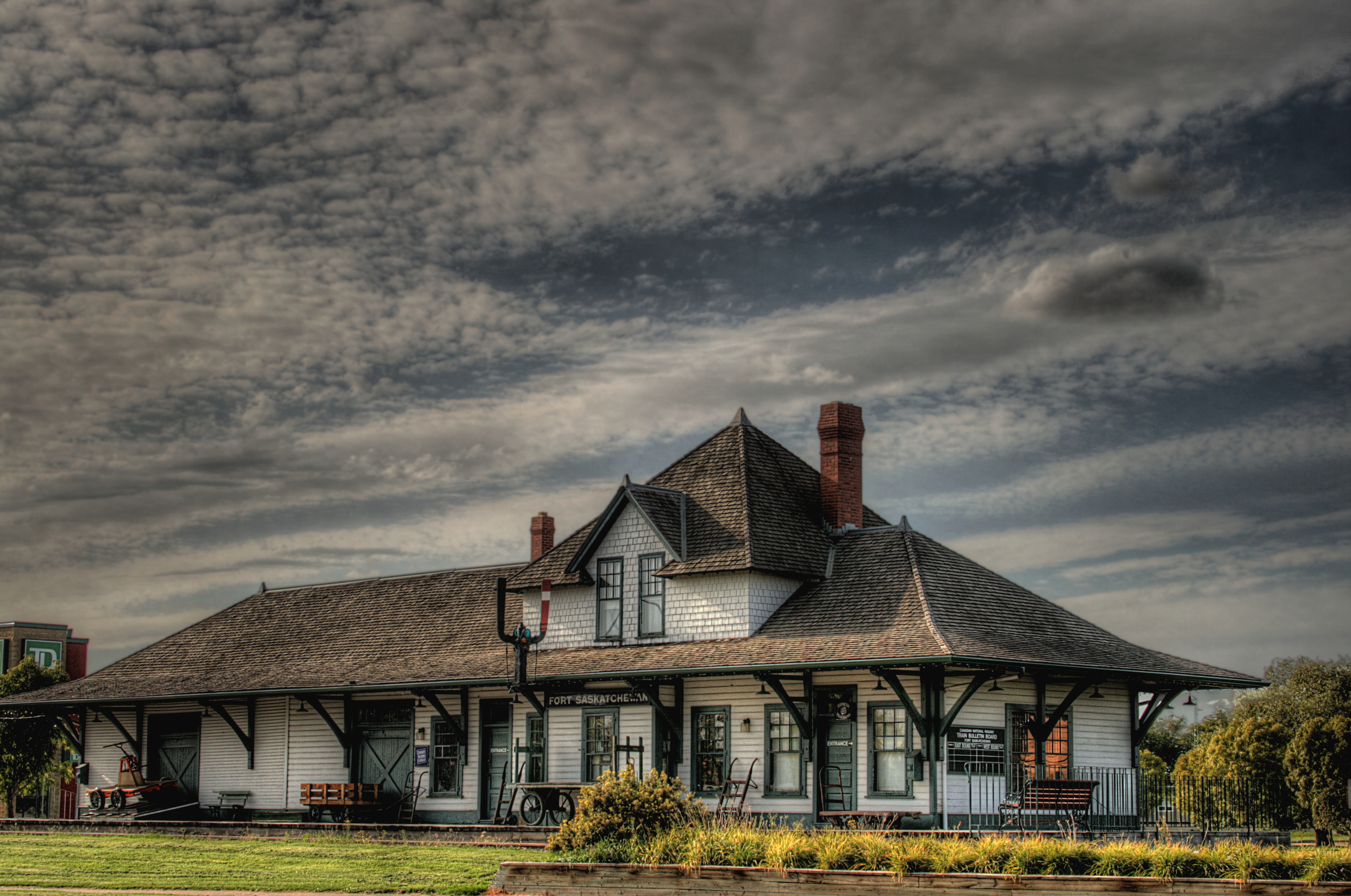
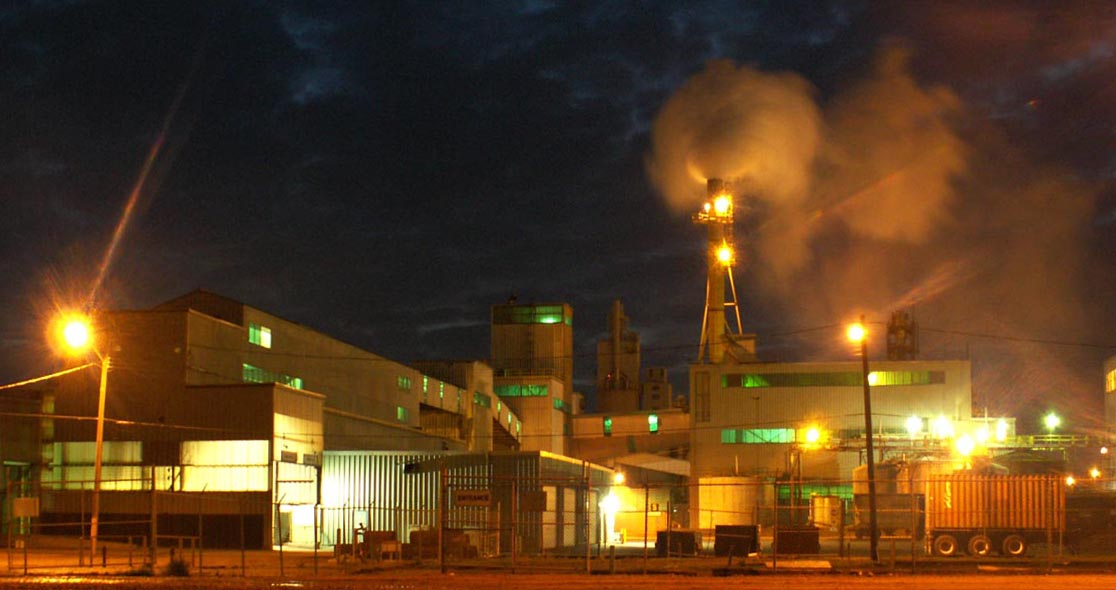
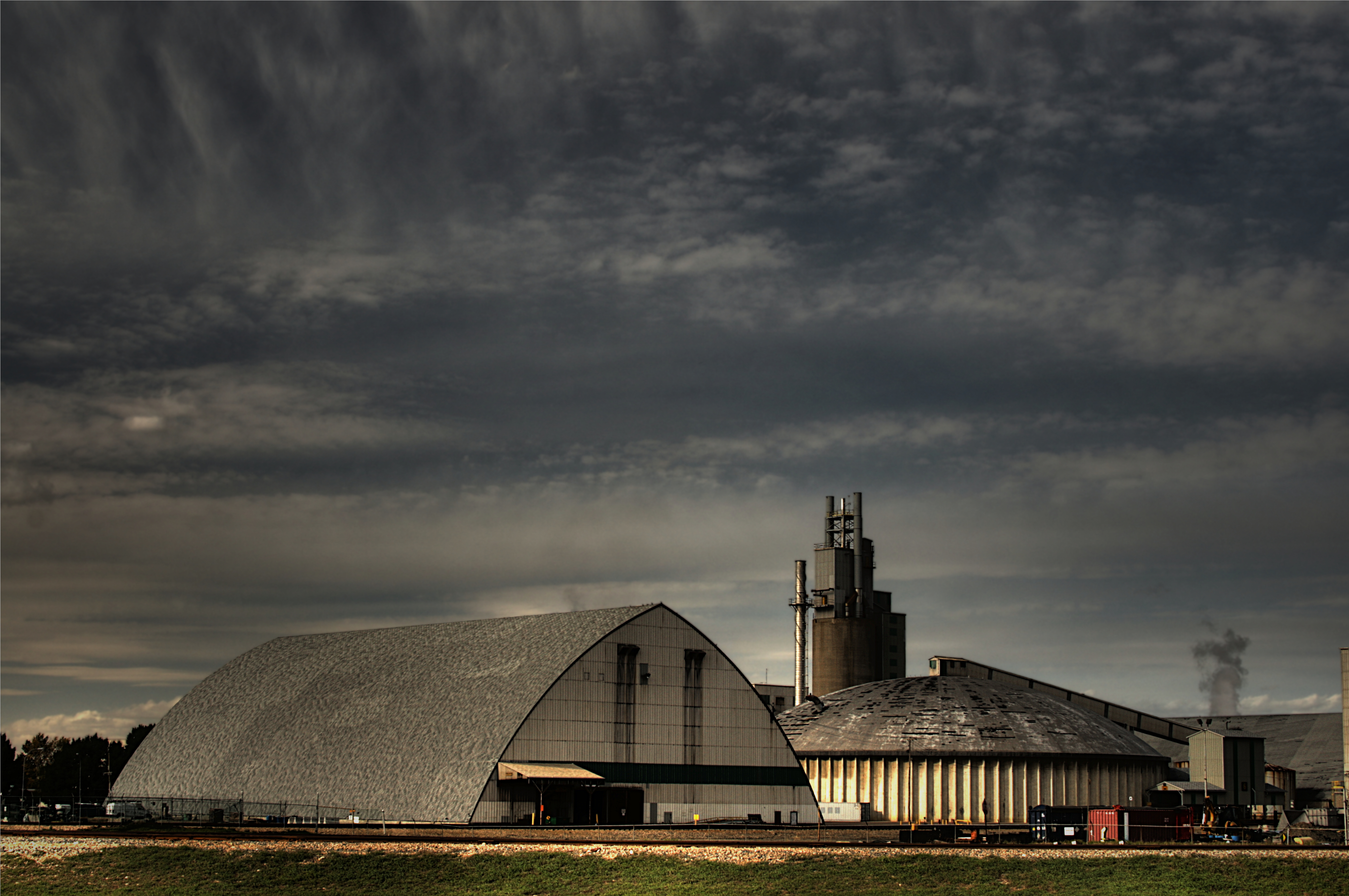
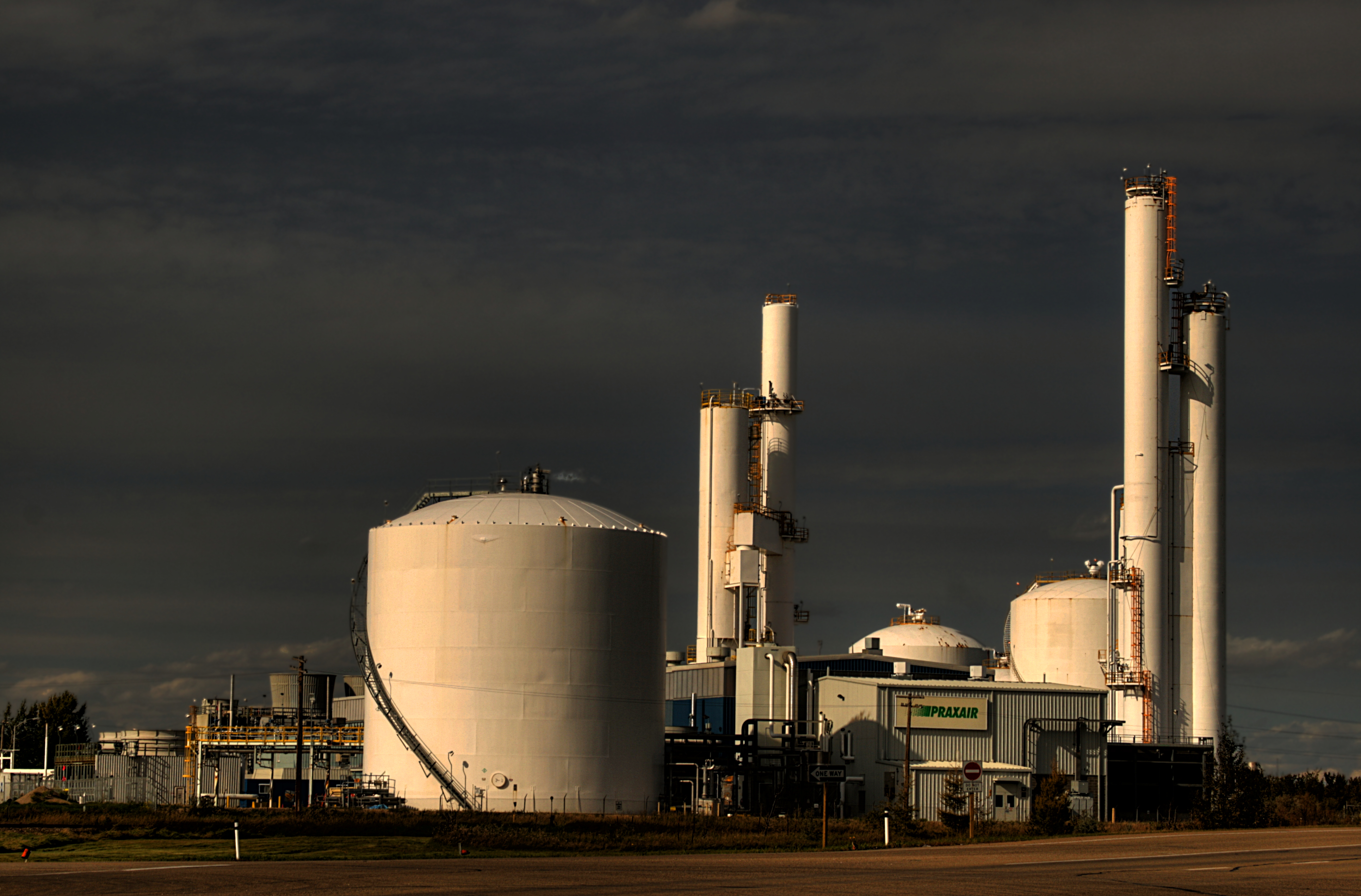
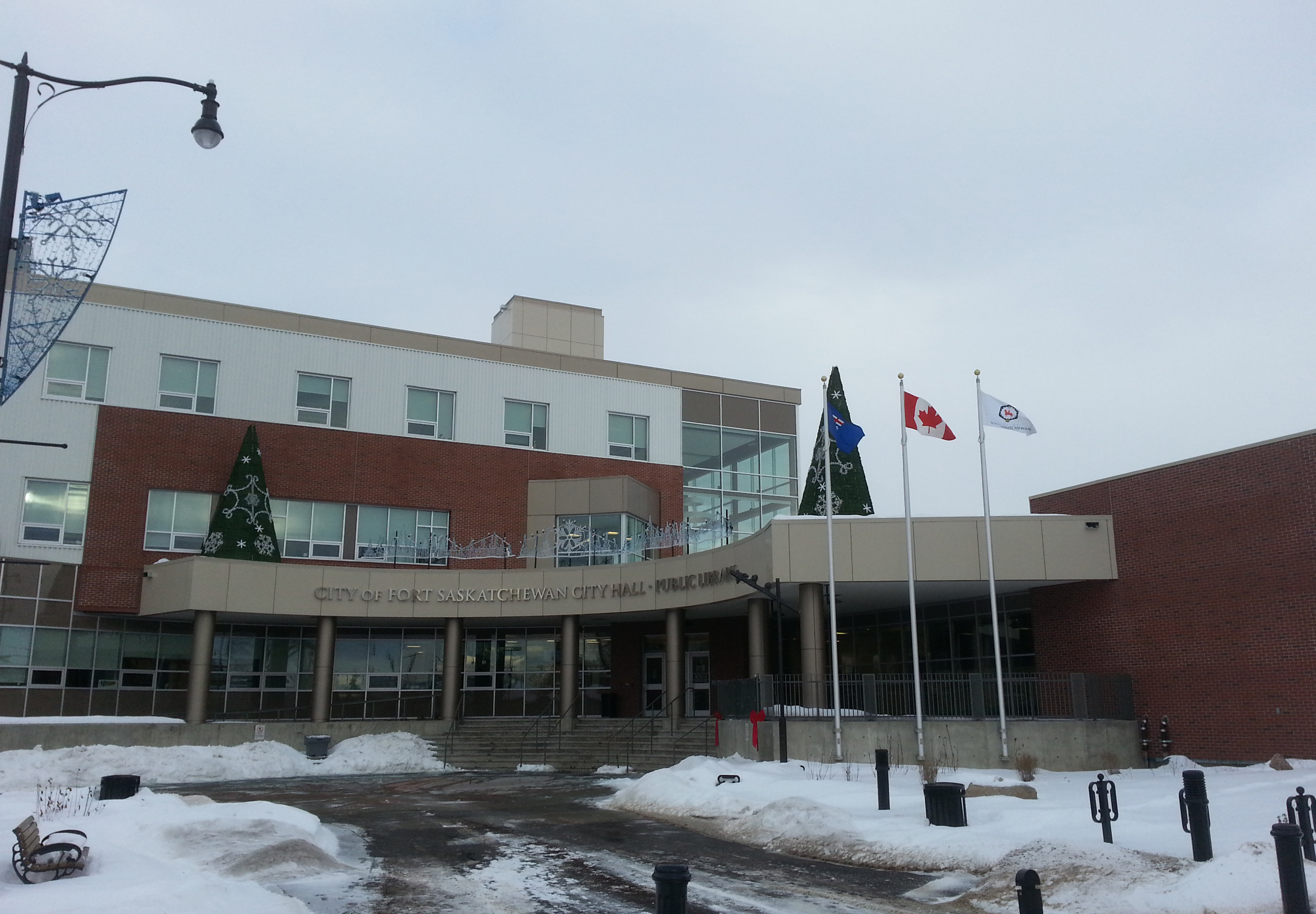

## Personaje ilustre
- Evangeline Lilly, actriz de cine.